# 프르제로프구

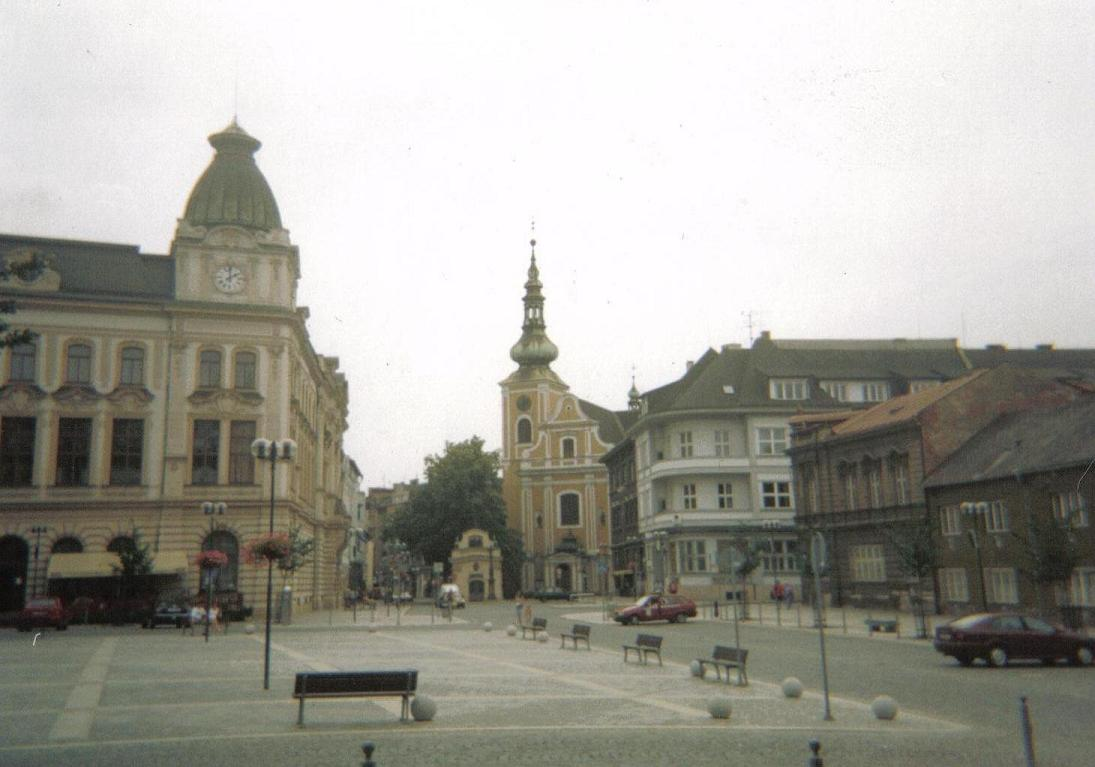
프르제로프구의 행정 중심지인 프르제로프

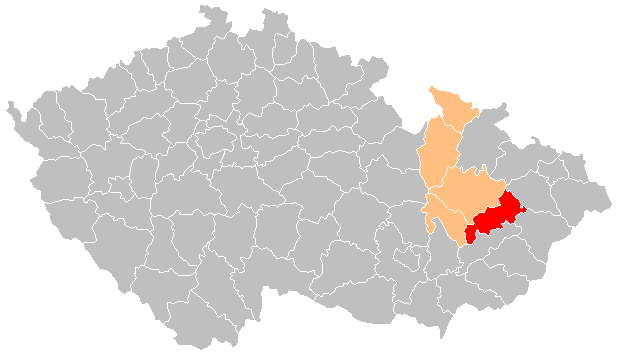
프르제로프구의 위치

프르제로프구(체코어: Okres Přerov)는 체코 올로모우츠주를 구성하는 5개 구 가운데 하나로 행정 중심지는 프르제로프이며 면적은 844.74km2, 인구는 129,925명(2019년 1월 1일 기준), 인구 밀도는 150명/km2이다.
올로모우츠주 남동부에 위치하며 105개 지방 자치체(9개 시, 96개 마을)를 관할한다. 올로모우츠주 프로스테요프구, 올로모우츠구, 모라바슬레스코주 노비이친구, 즐린주 브세틴구, 크로메르지시구와 접한다.